# Solco sottolinguale
Il solco sottolinguale è un'area a forma di ferro di cavallo da cui è visibile e accessibile il pavimento della bocca; circonda, anteriormente e lateralmente, l'attacco della lingua. Questo solco è attraversato nella linea mediana da una piega falciforme sottile, che raggiunge la faccia inferiore della lingua dirigendosi in avanti, detta frenulo linguale. Il solco sottolinguale, a ciascun lato del frenulo linguale, si solleva in una prominenza irregolare, l'eminenza salivare o sottolinguale che contiene le ghiandole sottolinguali. Sulla sua parte più sporgente si può vedere una piega piuttosto delicata che prende il nome di piega sottolinguale e che contiene il dotto mandibolare o di Wharton. Questa piega termina medialmente in vicinanza del frenulo linguale in una piccola papilla, la caruncola salivare o sottolinguale, in corrispondenza della quale i dotti sottomandibolare e sottolinguale maggiore si uniscono per sboccare insieme nella cavità orale.
Il solco sottolinguale è ricoperto da mucosa orale liscia e rosea che permette di vedere le vene ranine. Sulla linea mediana è presente il frenulo della lingua. Nella parte posteriore del solco, ai lati del frenulo, si trova la caruncola sottolinguale che presenta un'apertura rotonda, lo sbocco del dotto escretore della ghiandola sottomandibolare. Lateralmente e dietro ad ogni caruncola si vedono numerosi piccoli orifizi: sono gli sbocchi dei dotti escretori della ghiandola sottolinguale. Fra gli orifizi e le arcate alveolo-dentali, il pavimento della bocca è sollevato dalla sottostante ghiandola sottolinguale e forma le pieghe sottolinguali. Sollevando la mucosa del solco sottolinguale, si penetra nella cavità che separa la base della lingua dalla faccia interna della mandibola: la loggia sottolinguale.

## Ghiandola e dotto sottolinguali
La ghiandola sottolinguale è posta nel pavimento della bocca, contro la faccia interna del corpo della mandibola, a ciascun lato della sinfisi mandibolare (o mentoniera) e del frenulo della lingua. Non è contenuta, come le ghiandole parotide e sottomandibolare, in una loggia osteofibrosa più o meno chiusa, ma è immersa in un tessuto connettivo lasso che continua con il tessuto connettivo circostante e si insinua, anche sotto forma di setti, all'interno della ghiandola. La ghiandola sottolinguale ha la forma di un'oliva, appiattita in senso trasversale e disposta con il suo asse maggiore parallelamente al corpo della mandibola. La ghiandola sottolinguale presenta in media 3 g e, considerando la sua forma, presenta due facce, due margini e due estremità. La faccia mediale della ghiandola sottolinguale è convessa e si modella sulla faccia interna del corpo della mandibola, accolta in una piccola depressione, la fossa sottolinguale. La faccia superiore della ghiandola corrisponde ai muscoli longitudinali inferiori della lingua e genioglosso, da cui è separata attraverso l'interposizione del dotto sottomandibolare, dal nervo linguale e dalla vena sottolinguale. Il margine inferiore della ghiandola riposa nello spazio angolare che si forma tra i muscoli miloioideo e genioglosso, mentre quello superiore corrisponde alla tonaca muscosa del pavimento della bocca, che sollevandosi forma le due sporgenze rappresentante dalle caruncole o papille sottolinguali. L'estremità anteriore delle ghiandole sottolinguali è in rapporto con le spine mentoniere (o mentali) e con i quattro muscoli che si distaccano dalla faccia interna del corpo della ghiandola sottolinguale (muscoli genioglosso. genioioideo, miloioideo e digastrico). Al di sopra di questi muscoli, la ghiandola sottolinguale di un lato prende contatto con la ghiandola sottolinguale controlaterale. L'estremità posteriore della ghiandola è in rapporto con il prolungamento anteriore della ghiandola sottomandibolare dello stesso lato.
La ghiandola sottolinguale è classificata come ghiandola a secrezione mista prevalentemente mucosa. Il sistema escretore della ghiandola sottolinguale presenta i dotti intralobulari e interlobulari, che hanno la stessa struttura dei corrispondenti dotti escretori delle ghiandole parotide e sottomandibolare. All'esterno della ghiandola sottolinguale si trovano i dotti sottolinguali minori (di Bartolino o di Ravinus) e un dotto sottolinguale maggiore, che trasportano il secreto salivare nella cavità orale. In effetti, sembra che la massa ghiandolare sottolinguale sia composta da più ghiandole di cui una è più voluminosa delle altre. La parte ghiandolare più voluminosa dà origine a un unico dotto, che è appunto il dotto sottolinguale maggiore. Gli ammassi ghiandolari più piccoli, che si dispongono irregolarmente intorno alla ghiandola principale, posseggono, ciascuno, un proprio dotto escretore (dotto sottolinguale minore), che si apre isolatamente a livello del solco sottolinguale. Questi ultimi hanno una disposizione variabile; difatti a volte si dispongono in una serie lineare, che segue la stessa direzione del margine superiore della ghiandola, mentre in altri casi sono disseminati irregolarmente sul solco sottolinguale.

## Muscoli del pavimento boccale
Il muscolo genioglosso è il più robusto tra i muscoli estrinseci della lingua. Ha origine dall'apofisi geni dello stesso lato, sulla faccia posteriore della sinfisi mandibolare. I muscoli di entrambi i lati costituiscono una lamina ispessita e mediana, al cui centro si trova un robusto setto fibroso. I fasci anteriori decorrono verticalmente in direzione superiore a partire dalla loro origine a livello della giunzione tra l'apice della lingua ed il terzo medio del corpo. I fasci posteriori decorrono orizzontalmente indietro fino a raggiungere il terzo posteriore della lingua, mentre i fasci intermedi si fanno divergenti abbastanza regolarmente tra i margini verticale ed orizzontale. Pertanto il muscolo, visto in proiezione laterale, si presenta di forma triangolare. Tutti i fasci trovano inserzione in vicinanza della superficie libera della lingua, con i fasci inferiori che prendono attacco al corpo dell'osso ioide. Il muscolo genioglosso è innervato dal nervo ipoglosso.
Il muscolo digastrico è costituito da due parti carnose, un ventre posteriore ed un ventre anteriore, tra loro connesse per mezzo di un robusto tendine intermedio, di forma arrotondata. Il ventre posteriore ha origine dall'incisura digastrica, medialmente al processo mastoideo; il tendine intermedio è fissato mediante una puleggia fasciale all'osso ioide; il ventre anteriore trova inserzione nella fossa digastrica della mandibola, in corrispondenza del margine inferiore dell'osso e nei pressi della linea mediana. I due ventri del muscolo formano fra di loro un angolo ottuso.
Il muscolo stiloideo origina dalla faccia laterale ed inferiore del processo stiloideo dell'osso temporale. Si tratta di un muscolo sottile ed arrotondato che converge, anteriormente e inferiormente, con il ventre posteriore del muscolo digastrico. È situato superiormente e medialmente al digastrico e si divide in due fasci che comprendono il tendine del digastrico e che vanno ad inserirsi a livello dell'osso ioide.
Il muscolo ioglosso ha origine dal margine superiore dell'osso ioide e dalla parte laterale del corpo. Si presenta come una lamina assottigliata i cui fasci decorrono verso l'alto e leggermente verso l'esterno, per raggiungere la lingua dove si interseca con i fasci del terzo segmento del muscolo stiloglosso.
Il muscolo stiloglosso origina dalla superficie anteriore del processo stiloideo e dal legamento stilomandibolare; i suoi fasci muscolari decorrono verso il basso, in avanti e medialmente. Il muscolo stiloglosso è retrattore ed elevatore della lingua.
Il muscolo miloioideo forma, dal punto di vista anatomico e funzionale, il pavimento della cavità orale; nella vecchia nomenclatura esso veniva infatti denominato diaframma orale. Il muscolo di destra si unisce a quello di sinistra in corrispondenza della linea mediana, fra la mandibola e l'osso ioide, per mezzo di una linea tendinea che prende il nome di rafe miloioideo. Il muscolo ha origine dalla linea miloioidea che si trova sulla superficie interna della mandibola. I suoi fasci posteriori prendono origine dalla regione dell'alveolo del terzo dente molare inferiore. L'origine dei fasci anteriori discende in direzione del margine inferiore della mandibola. I fasci posteriori, che si presentano molto compatti, decorrono quasi verticalmente verso il basso, medialmente e leggermente in avanti e prendono attacco al corpo dell'osso ioide; la maggioranza dei fasci, tuttavia, si unisce a quelli del muscolo controlaterale in corrispondenza del rafe miloioideo. La lamina muscolare si presenta considerevolmente ispessita nella sua parte posteriore. Interstizi e fessure non sono rari nella parte anteriore del muscolo. Il margine posteriore del muscolo, libero e nettamente delineato, decorre dall'alveolo del terzo dente molare fino al corpo dell'osso ioide e rappresenta un importante punto di repere topografico e chirurgico.

## Vasi e nervi del solco sottolinguale
Le arterie della lingua originano dall'arteria linguale, collaterale dell'arteria carotide esterna, che decorre nella loggia sottomascellare, sotto il muscolo ioglosso. Giunta sotto il grande corno dell'osso ioide fornisce:
- l'arteria dorsale della lingua, esile ramo che termina nella zona delle papille vallate anastomizzandosi con un ramo dell'arteria palatina maggiore;
- l'arteria sottolinguale che penetra nella loggia sottolinguale e termina come arteria reina. Le arterie ranine dei due lati si anastomizzano con rami che passano sopra il frenulo della lingua.

In rapporto con il dotto sottomandibolare si trovano: l'arteria e la vene sottolinguale. L'arteria sottolinguale, ramo dell'arteria linguale, è situata, assieme alla vena omonima, sulla faccia mediale della ghiandola, sotto il dotto sottomandibolare. La vena sottolinguale è tributaria della vena linguale.
Le vene della lingua sono costituite dalle vene profonde, dalle vene dorsali e dalle vene ranine le quali si gettano nelle vene linguali affluenti della vena giugulare interna.
Si distinguono in nervi sensitivi e nervi motori; il nervo linguale, ramo del nervo mandibolare, veicola anche fibre eccito-secretrici parasimpatiche pregangliari per la ghiandola sottolinguale provenienti dalla corda del timpano, ramo del nervo intermedio, componente del nervo facciale, che si interrompono nel ganglio sottolinguale  da cui si originano le fibre postgangliari. I nervi motori, che si portano ai muscoli, provengono dal nervo trigemino, tranne che per il muscolo genioglosso, innervato dal nervo ipoglosso, e genioioideo, innervato da fibre provenienti, attraverso il plesso cervicale, dal ramo anteriore del primo nervo cervicale, le quali decorrono con il nervo ipoglosso nel pavimento della bocca.